# Desa Rempoa
Desa Rempoa är en administrativ by i Indonesien.   Den ligger i provinsen Banten, i den västra delen av landet. Huvudstaden Jakarta ligger i Desa Rempoa.